# 黑鲨游戏手机
黑鲨手机是黑鲨科技于2018年4月13日发表的电竞智能手机，是小米电竞品牌“黑鲨”第一款智能手机，搭载Android 8.0、8核心高通骁龙845处理器。